# كيلي فالكنر
كيلي فالكنر (بالإنجليزية: Kelly Falkner) هي عالمة محيطات أمريكية، ولدت في 1 مارس 1960.